# اشتباكات بيروت 2021
اشتباكات بيروت 2021 أو الاشتباكات المسلحة في بيروت 2021 أو عمليات إطلاق النار في بيروت 2021، هي مجموعة من عمليات إطلاق نار واشتباكات حدثت في 14 أكتوبر 2021، استهدفت بداية جمعًا من المحتجين التابعين لحزب الله وحركة أمل في منطقة الطيونة بالقرب من القصر العدلي في بيروت ونتج عنها انتشار مسلحي الحزب والحركة في مناطق مختلفة من العاصمة اللبنانية وحدوث اشتباكات مسلحة بينهم وبين الجيش اللبناني الذي تدخل للسيطرة على الوضع الأمني في المنطقة. خلفت الاشتباكات 6 قتلى وأكثر من 32 جريحًا على الأقل، وعُدّت الأكثر عنفًا في لبنان منذ أحداث 7 أيَّار 2008.

## خلفية
تحرك المحتجون التابعون لحزب الله وحركة أمل اعتراضًا على رد دعوى قضائية لاستبعاد طارق بيطار قاضي التحقيق في انفجار مرفأ بيروت عن القضية، حيث اتُهم البيطار بأنه «منحاز ومُسيّس» وطالب الأمين العام لحزب الله حسن نصر الله باستبعاده عن التحقيق بعد انتشار أنباء تفيد أن لجنة التحقيق ستوجه اتهامًا للحزب بالمسؤولية عن انفجار المرفأ.